# インヴァネス伯爵

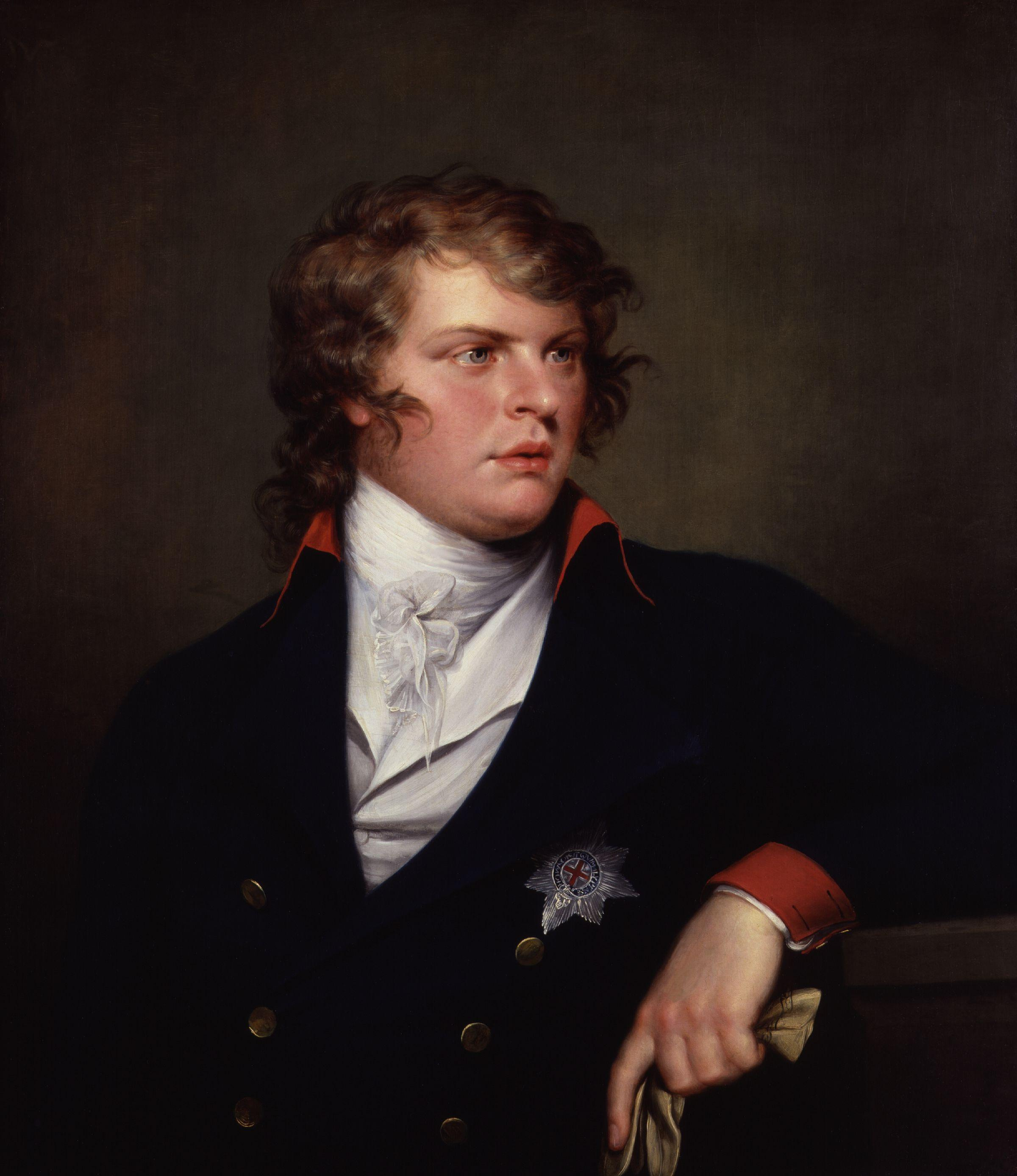
1798年のオーガスタス・フレデリック王子。1801年に父ジョージ3世によってサセックス公爵・インヴァネス伯爵・アークロー男爵に叙された

インヴァネス伯爵（英語: Earl of Inverness; スコットランド・ゲール語: Iarla Inbhir Nis）は、イギリスの伯爵位。
最初に「創設」されたのは1718年、ジェームズ・フランシス・エドワード・ステュアート（自称「ジェームズ3世および8世」）が第7代キノール伯爵トマス・ヘイの三男ジョン・ヘイ・オヴ・クロムリックス（英語: John Hay of Cromlix）へスコットランド貴族として与えたものであった。しかしジェームズの即位はイギリスでは認められていないため、この爵位も認められていない。このような名誉革命後にジェームズ2世および7世やその後継者によって創設された爵位はジャコバイト貴族（英語: Jacobite Peerage）と呼ばれる。ジョン・ヘイは1727年にインヴァネス公爵（英語: Duke of Inverness）へ「陞叙」されるが、1740年に嗣子なく死去したためこれらのジャコバイト貴族爵位は断絶した。
この爵位は連合王国貴族としては、イギリス王室の成員に対して従属称号（英語: Subsidiary title）として何度か創設されている。まず1801年にジョージ3世の六男オーガスタス・フレデリック王子がサセックス公爵へ叙される際にインヴァネス伯爵とアークロー男爵も授けられた。彼の二度の結婚はいずれも王室結婚令（英語: Royal Marriages Act 1772）に反しているとされた。このため1843年のオーガスタス・フレデリックの死去において爵位を継ぐべき嫡出子はおらず、継室のセシリアもサセックス公爵夫人や王子妃の儀礼称号を称することはできなかった。ただしセシリアは1840年にヴィクトリア女王から自身の権利としてのインヴァネス公爵を授けられている。
二度目の創設は1892年、ウェールズ公アルバート・エドワード王子（後のイギリス王エドワード7世）の次男ジョージ王子に対してヨーク公爵・キラニー男爵と同時に与えられた。彼は1910年にジョージ5世として即位したため、爵位は王位へ統合された。
続いて1920年、ジョージ5世は自身の次男であるアルバート王子をヨーク公爵に叙すにあたってインヴァネス伯爵およびキラニー男爵も授けた。1936年には彼もジョージ6世として即位したため、爵位は再び王位へ統合された。
1986年、エリザベス2世は次男のアンドルー王子をヨーク公爵・インヴァネス伯爵・キリーリー男爵に叙した。

## 一覧

### インヴァネス伯爵 （第1期; 1801年）
- オーガスタス・フレデリック (サセックス公) （1773年 - 1843年）
  - 1843年、断絶。

### インヴァネス伯爵 （第2期; 1892年）
- ジョージ (ヨーク公) （1865年 - 1936)
  - 1910年、ジョージ5世として即位。

### インヴァネス伯爵 （第3期; 1920年）
- アルバート (ヨーク公) （1895年 - 1952年）
  - 1936年、ジョージ6世として即位。

### インヴァネス伯爵 （第4期; 1986年）
- アンドルー (ヨーク公) （1960年 - ）